# Secretaría General Técnica del Ministerio de Agricultura
La Secretaría General Técnica del Ministerio de Agricultura, Pesca y Alimentación es un órgano directivo de dicho Departamento que asiste a la Subsecretaría en asuntos de ámbito jurídico, técnico, legislativo, publicaciones y de recursos, tanto administrativos como judiciales.
Además de las funciones asignadas a sus órganos directivos, el secretario general técnico asume directamente la coordinación, programación y ejecución de la actividad editorial y difusora de las publicaciones del Ministerio en los diferentes soportes y en la sección referida al Ministerio de la web institucional del Departamento; así como la dirección de los archivos generales, centros documentales, bibliotecas y la mediateca del Departamento.

## Historia

### Época predemocrática
El origen de la Secretaría General Técnica del Ministerio de Agricultura se remonta a la Ley de 16 de julio de 1938, de creación con carácter provisional de las Comisiones Reguladoras de la Producción. Esta ley, en su artículo octavo, adscribía estas comisiones a las secretarías generales técnicas de los ministerios de Industria y Comercio y de Agricultura. Asimismo, les asignaba funciones de coordinación de las actividades de las distintas comisiones reguladoras así como de asesoramiento al ministro en todo lo referido a organización y funcionamiento de éstas. Estas secretarías eran órganos de nueva creación, que en el caso del Ministerio de Agricultura fue regulado por dos órdenes ministeriales: la Orden de 4 de noviembre de 1939 y la Orden de 2 de diciembre de 1939.
En la primera de las órdenes se creaba una «Asesoría Técnica», formada por ingenieros cuya labor era informar o asesorar al titular del Ministerio en cuantos asuntos o cuestiones éste les delegara. La segunda de las órdenes le confería a la Secretaría General Técnica las funciones de asesoría técnica establecidas en la primera orden y desarrollaba las funciones que la ley de 1938 le asignaba así como la obligación de otros órganos de colaborar con ésta para que estuviera bien informada de todos los asuntos del departamento. En cuanto a su estructura, establecía que estaba formada por cuatro secciones, siendo tres de ellas: producción agrícola, ganadera y forestal.
Los primeros meses fueron confusos, llegando el subsecretario a asumir brevemente las funciones de secretario técnico en 1941. Precisamente, la primera reestructuración del órgano acaeció en julio de ese año. En esta reforma, la Secretaría General Técnica tomó forma tal y como la conocemos hoy en día. Diversas funciones que estaban dispersas por el Ministerio, se integraron en ella: gestión económica, estadística, comercial, formación, propaganda y relaciones con la Delegación Nacional de Sindicatos (DNS). Se estructuró mediante cuatro jefaturas o servicios: capacitación y propaganda (responsable de intervenir, ordenar y vigilar los problemas que afectaren a la formación de quienes intervenían en el proceso económico agrícola así como de realizar propaganda), ordenación y técnica agrícola (responsable de vigilar los problemas de la producción agrícola y sus precios así como de las relaciones sindicales con la DNS), estadística (recopilación de información y realización de estudios y estadísticas) y política comercial (responsable de estudiar y vigilar los problemas del comercio interior y exterior y mercado agrícolas).
En la década posterior, no sufrió mayores cambios más allá de la concreción de algunas competencias así como de la integración de algunas secciones de otros órganos del Ministerio dentro de la estructura cuatripartita de 1941. El próximo cambio relevante sucede a principios de 1952, cuando se le confiere el rango de dirección general que aún posee actualmente. Igualmente, al mismo tiempo se redefine su estructura, poseyendo en marzo de 1952 cinco secciones: Asuntos generales, estadística, técnica y ordenación agrícola, política comercial agrícola y arbitrajes agrícolas y sus competencias de asesoramiento se van extendiendo a otros órganos, no solo al ministro.
En 1965, se crea la Vicesecretaría General Técnica para sustituir y asistir al titular del órgano, inspeccionar y vigilar los servicios así como otras funciones que le delegue el secretario general técnico. Aprobado en 1968 el reglamento orgánico del Ministerio, se creó otra vicesecretaría, quedando responsable la primera de estudios y estadísticas agrarias y la segunda de asuntos sobre comercialización y coordinación agraria. Así, el órgano pasó a crear dos órganos intermedios entre el Secretario General y algunas de las secciones, que se distribuían como sigue: Dentro de la primera vicesecretaría: sección de estadísticas y encuestas agrarias, sección de análisis de empresas y sección de estudios y programaciones agrarias. En la segunda vicesecretaría: sección de precios y mercados agrarios, sección de comercialización agraria, sección de relaciones con organismos internacionales y sección de relaciones con organismos y entidades nacionales.
No todas las secciones quedaron bajo el paraguas de estas vicesecretarías y directamente del secretario general dependían las secciones de: publicaciones agrarias, legislación y organización administrativa, información administrativa, iniciativas y reclamaciones, bibliotecas y archivo así como un negociado de asuntos generales. Tres años más tarde, en noviembre de 1971, se creó una tercera vicesecretaría general a partir del desdoblamiento de la vicesecretaría general técnica de estudios y estadísticas agrarias en una simplemente de estudios y otra de estadística e informática. Asimismo, se le adscribió el organismo autónomo Servicio de Publicaciones del Ministerio de Agricultura. En 1975 se le adscribió el Servicio Exterior Agrario.

### Transición y época contemporánea
Ya en plena transición a la democracia, se vuelve a modificar su estructura en diversas ocasiones, siendo una época de grandes cambios. En primer lugar, en 1977 se suprimen las vicesecretarías, quedándose una sola y se crean tres subdirecciones generales: relaciones agrarias internacionales, análisis sectorial y legislación. En 1981, con la incorporación de las competencias en materia de pesca marítima al Ministerio la SGT adquirió competencias sobre documentación legislativa pesquera, asesoramiento en derecho internacional pesquero, relaciones internacionales en el ámbito de pesca así como la realización de estudios económicos en estos ámbitos. Por otra parte, el Servicio de Publicaciones fue renombrado como Instituto de Estudios Agrarios, Pesqueros y Alimentarios (IEAPA). Al año siguiente, se crea una nueva Subdirección General de Informática y en 1983 una Subdirección General de Desarrollo Autonómico, con competencias sobre transferencias de funciones, servicios y medios a las comunidades autónomas y relaciones con las mismas.
En 1985 se suprime el IEAPA, asumiendo la SGT directamente sus funciones. En 1991 se lleva a cabo una nueva reforma, suprimiéndose la Subdirección General de Desarrollo Autonómico, renombrándose la de análisis sectorial como estadísticas y análisis sectorial, creándose la Subdirección General de Estudios Agrarios, Pesqueros y Alimentarios y transfiriendo la Subdirección General de Informática a la Dirección General de Servicios (DGS). Pero, sin duda, el hecho más relevante es la adscripción de la SGT a la Subsecretaría del Departamento.
En 1995, la SGT queda bastante mermada en cuanto a competencias. Con la creación de la Dirección General de Análisis Económico y Presupuestario (DGAEP), ésta asume las competencias estadísticas y de estudios y la SGT se queda con los asuntos relativos a legislación y relaciones agrarias internacionales. Esta situación es revertida al año siguiente con la supresión de la DGAEP y la DGS, adquiriendo una estructura orgánica similar a la de 1982. En 1998 se le añade la Subdirección General de Recursos que antes tenía la Subsecretaría.
En el año 2000 vuelve a mermarse notablemente el órgano, estructurándose mediante una vicesecretaría y dos subdirecciones generales: de legislación y ordenación normativa y de recursos y asuntos jurídicos al perder competencias sobre informática, relaciones internacionales y estadística. En 2003 se le vuelve a adscribir la Subdirección General de Relaciones Agrarias Internacionales y en 2004 las subdirecciones generales de informática y comunicaciones y de estadísticas agroalimentarias. Esta estructura se mantiene prácticamente intacta hasta 2012, cuando pierde competencias sobre informática y tecnología y se crea la División de Estudios y Publicaciones (desaparecida para el año 2017). Más allá de algunos cambios en denominaciones de órganos inferiores, su estructura se ha mantenido intacta desde entonces.

## Estructura y funciones
La Secretaría General Técnica, regulada en el artículo 12 del Real Decreto 717/2024, está integrada por las siguientes unidades:
- La Vicesecretaría General Técnica, a la que le corresponde prestar apoyo administrativo y técnico al secretario general técnico en su condición de secretario de las conferencias sectoriales; la tramitación e informe, en su caso, de los asuntos que deban someterse a la Comisión General de Secretarios de Estado y Subsecretarios y al Consejo de Ministros; todo lo relacionado con la publicación de disposiciones y actos en el «Boletín Oficial del Estado»; el informe y tramitación de convenios, acuerdos y protocolos; la coordinación de las actuaciones de los distintos órganos directivos del Departamento relativas al traspaso de funciones y servicios a las comunidades autónomas; la tramitación y propuesta de resolución de los procedimientos de reconocimiento de títulos profesionales expedidos por los Estados miembros de la Unión Europea y demás Estados signatarios del Acuerdo sobre el Espacio Económico Europeo en lo que afecta a las profesiones que se relacionan con el Departamento, las actuaciones que competen al Departamento en materia de transparencia y acceso a la información, así como la coordinación de las iniciativas de gobierno abierto en el Ministerio; la gestión de la información a la ciudadanía; y desarrollo de las funciones propias de la Unidad de Igualdad del Departamento.
- La Subdirección General de Legislación y Ordenación Normativa, a la que le corresponde la coordinación y ordenación de la producción normativa, el informe de contestación a los recursos contencioso-administrativos contra normas estatales cuando así se solicite y la preparación de la contestación a los requerimientos que se plantearen contra normas estatales; el seguimiento e informe jurídico de los actos y disposiciones de las comunidades autónomas en las materias relacionadas con las competencias del Departamento, incluyendo en su caso la preparación y tramitación de los recursos, requerimientos y procedimientos de colaboración; la asistencia jurídica de los órganos del Departamento; y la coordinación en la elaboración, seguimiento y ejecución del Plan Anual Normativo del Departamento en colaboración con los demás órganos directivos.
- La Subdirección General de Recursos y Relaciones Jurisdiccionales, a la que le corresponde la tramitación y propuesta de las resoluciones de los recursos administrativos, de los expedientes de revisión de oficio de los actos y disposiciones; las relaciones con los órganos jurisdiccionales, así como la tramitación y propuesta de resolución de las reclamaciones en materia de responsabilidad patrimonial y de las peticiones formuladas por vía de derecho de petición.
- La División de Archivos y Publicaciones, a la que le corresponde las competencias del Departamento sobre conservación, gestión y difusión del patrimonio bibliográfico y documental del Departamento, así como la coordinación, programación y ejecución de la actividad editorial y difusora de las publicaciones del Ministerio en los diferentes soportes y en la sección referida al Ministerio de la web institucional del Departamento.

## Titulares
| - Antonio Rodríguez Gimeno (1941–1942) - Carlos Rein Segura (1942–1945) - Gabriel Bornás Urcullu (1945–1947) - Álvaro de Ansorena y Sáenz de Jubera (1947–1951) - Esteban Martín Sicilia (1951–1965) - Manuel Antonio de la Riva y Zambrano (1965–1969) - Jaime Nosti Nava (1969) - Arturo Camillerí Lapeyre (1969–1971) - Alberto Cercós Pérez (1971–1974) - Rafael Dal-Re Tenreiro (1974–1976) - Luis Gamir Casares (1976–1977) - Francisco Gómez Irureta (1977–1978) - José Javier Rodríguez Alcaide (1978–1979) - José Manuel Rodríguez Molina (1979–1980) - Antonio Herrero Alcón (1980–1982) | - Antonio Botella García (1982) - Jordi Carbonell Sebarroja (1982–1988) - Gabino Escudero Zamora (1988–1991) - Julio Blanco Gómez (1991–1993) - Laureano Lázaro Araújo (1993–1996) - Manuel Gonzalo González (1996–2000) - Lourdes Máiz Carro (2000–2001) - Manuel Esteban Pacheco Manchado (2001–2003) - Alfonso Ramos de Molins Sáinz de Baranda (2003–2004) - Juan José Granado Martín (2004–2008) - Alicia Camacho García (2008–2011) - Adolfo Díaz-Ambrona Medrano (2011–2015) - Alfonso Codes Calatrava (2016–2018) - Paloma García-Galán San Miguel (2018–) |